# Karolina z Hesji-Homburg (1771–1854)
Karoline Ulrike Luise (ur. 26 sierpnia 1771 w Homburg vor der Höhe, zm. 20 czerwca 1854 w Rudolstadt) – landgrafianka Hesji-Homburg oraz od śmierci swojego teścia – księcia Fryderyka Karola (13 kwietnia 1793) księżna Schwarzburga-Rudolstadt.
Urodziła się jako najstarsza córka (trzecie dziecko) landgrafa Hesji-Homburg Fryderyka V i jego żony księżnej Karoliny Hessen-Darmstadt.
21 lipca 1791 w Homburgu poślubiła księcia przyszłego Schwarzburga-Rudolstadt Ludwika Fryderyka II. Małżeństwo miało siedmioro dzieci:
- księżniczkę Karolinę Augustę (1792–1794)
- Fryderyka Guntera (1793–1867), kolejnego księcia Schwarzburga-Rudolstadt
- księżniczkę Teklę (1795–1861)
- księżniczkę Karolinę (1796–1796)
- Alberta (1798–1869), również przyszłego księcia Schwarzburga-Rudolstadt
- księcia Rudolfa (1801–1808)
- księcia Bernarda (1801–1816)